# NGC 1861
NGC 1861 је расејано звездано јато у сазвежђу Трпеза које се налази на NGC листи објеката дубоког неба.
Деклинација објекта је - 70° 46' 38" а ректасцензија 5h 10m 22,2s. Привидна величина (магнитуда) објекта NGC 1861 износи 13,2 а фотографска магнитуда 13,6. NGC 1861 је још познат и под ознакама ESO 56-SC76.